# Зеленчев, Игорь Владимирович
Игорь Владимирович Зеленчев (род. 7 февраля 1973, Москва) — российский хоккеист, нападающий. Мастер спорта России. Тренер.

## Биография
Воспитанник СДЮШОР «Крылья Советов», первый тренер Григорий Савельев, затем — Владимир Расько, Валерий Платянский. Дебютировал з акоманду в плей-офф сезона 1991/92, в следующем сезоне в основном выступал за «Крылья Советов-2», в сезоне 1993/94 провёл 21 матч за первую команду и 26 — за вторую. Чемпион Венгрии в составе «Ференцвароша» (1994/95), сезон 1995/96 провёл в Германии. Сезон 1996/97 провёл в «Северстали». В 1997 году имел предложение от СКА, но перешёл в «Молот-Прикамье», где вторым тренером стал Александр Зарубин, с которым Зеленичев работал в «Крыльях Советов». Затем выступал за «Металлург» Новокузнецк (1998/99 — 1999/2000, 2000/01), «Салават Юлаев» (1999/2000), «Молот-Прикамье» (2000/01, 2002/03), «Крылья Советов» и «Крылья Советов-2» (2001/02), «Сибирь» (2001/02), «Витязь» Подольск (2002/03), белорусские «Динамо» Минск (2003/04, 2004/05, 2005/06) и «Брест» (2004/05), «Энергия» Кемерово и «Зауралье» Курган (2005/06), «Барыс» Астана (Казахстан, 2005/06 — 2006/07), «Южный Урал» Орск (2007/08).
Детский тренер в «Одинцово» (2007—2008), «Атланте» Мытищи (2009—2011), ЦСКА (с 2015). Заместитель директора хоккейной школы ЦСКА (с 2020).